# In My Room
„In My Room“ je píseň americké skupiny The Beach Boys, kterou napsali Brian Wilson a Gary Usher. Vyšla na třetím albu kapely nazvaném Surfer Girl a také jako B-strana singlu „Be True to Your School“. Singl se umístil na šesté příčce hitparády Billboard Hot 100. V roce 1999 byla píseň uvedena do Síně slávy Grammy a časopis Rolling Stone ji zařadil do žebříčku 500 nejlepších písní všech dob. Kapela nazpívala také alternativní verzi písně v němčině (pod názvem „Ganz allein“). Coververze písně vydali například Jacob Collier, Danny Gatton a Jann Arden.